# Hans Geiger
Johannes „Hans“ Wilhelm Geiger (30. září 1882 v Neustadt an der Weinstraße – 24. září 1945 v Postupimi) byl německý fyzik. Je znám jako sestrojitel po něm nazvaného Geigerova–Müllerova čítače ke zjišťování množství radioaktivity, který sestrojil spolu s Walthrem Müllerem a také pro Geigerův–Marsdenův experiment, kterým objevili atomové jádro.

## Biografie
Hans Geiger se narodil 30. září 1882 v Neustadt an der Weinstraße. Byl jeden z pěti dětí Wilhelma Ludwiga Geigera, indologa, profesora filozofie na Erlangenské univerzitě. Studoval od 1902 fyziku a matematiku v Erlangenu, kde v roce 1906 také promoval.
V roce 1907 nastoupil do Manchesteru do ústavu vedeného Ernestem Rutherfordem. V roce 1909 provedl s Ernestem Marsdenem pod Rutherfordovým vedením experiment, kterým bylo objeveno atomové jádro. V roce 1911 Geiger a John Mitchell Nuttall objevili Geigerův–Nuttallův zákon, který se týká vyzařování částic α z radioaktivních látek.
V roce 1912 přešel do Fyzikálně-technické říšské univerzity v Berlíně-Charlottenburgu. Během první světové války sloužil jako dělostřelecký důstojník.
V roce 1925 změnil působiště na univerzitu v Kielu. Spolu se svým doktorandem Waltherem Müllerem zde v roce 1928 vyvinul Geigerův–Müllerův počítač ke zjišťování radioaktivity. Tento objev uveřejnil v roce 1929.
V roce 1929 přešel do Tübingenu a v roce 1936 konečně získal místo ředitele fyzikálního ústavu v Berlíně. Během 2. světové války se zúčastnil německého programu vývoje atomové bomby.
V Kielu je po Hansi Geigerovi pojmenováno gymnázium.

### Osobní život
Geiger byl ženat s Alžbětou Heffter, dcerou berlínského farmakologa Arthura Hefftera a měl s ní tři syny.
V roce 1929 byl oceněn Hughesovou Medailí. Byl členem Národně socialistické německé dělnické strany (NSDAP).
Na konci války zabavili sovětští vojáci jeho dům v Postupimi, on sám zemřel zanedlouho v Postupimské nemocnici.